# Colt (Arkansas)
Colt es una ciudad en el Condado de St. Francis, Arkansas, Estados Unidos. Para el censo de 2000 la población era de 368 habitantes.

## Geografía
Colt se localiza a 35°3′51″N 90°48′41″O / 35.06417, -90.81139. De acuerdo a la Oficina del Censo de los Estados Unidos, la ciudad tiene un área total de 3,2 km², de los cuales el 100% es tierra.

## Demografía
Para el censo de 2000, había 368 personas, 163 hogares y 111 familias en la ciudad. La densidad de población era 115,0 hab/km². Había 188 viviendas para una densidad promedio de 58,1 por kilómetro cuadrado. De la población 94,02% eran blancos, 5,43% afroamericanos, 0,54% de otras razas y 0,54% de dos o más razas. 2,59% de la población eran hispanos o latinos de cualquier raza.
Se contaron 163 hogares, de los cuales 27,6% tenían niños menores de 18 años, 55,8% eran parejas casadas viviendo juntos, 7,4% tenían una mujer como cabeza del hogar sin marido presente y 31,9% eran hogares no familiares. 30,1% de los hogares eran un solo miembro y 13,5% tenían alguien mayor de 65 años viviendo solo. La cantidad de miembros promedio por hogar era de 2,26 y el tamaño promedio de familia era de 2,77.
En la ciudad la población está distribuida en 22,8% menores de 18 años, 9,2% entre 18 y 24, 29,3% entre 25 y 44, 24,7% entre 45 y 64 y 13,9% tenían 65 o más años. La edad media fue 38 años. Por cada 100 mujeres había 94,7 varones. Por cada 100 mujeres mayores de 18 años había 94,5 varones.
El ingreso medio para un hogar en la ciudad fue de $31.250 y el ingreso medio para una familia $37.000. Los hombres tuvieron un ingreso promedio de $31.000 contra $19.375 de las mujeres. El ingreso per cápita de la ciudad fue de $14.958. Cerca de 11,7% de las familias y 13,7% de la población estaban por debajo de la línea de pobreza, 19,5% de los cuales eran menores de 18 años y 15,9% mayores de 65.

## Residentes y nativos notables
- Charlie Rich, cantante de country.